# Saint-Aubin-sur-Quillebeuf
Pour les articles homonymes, voir Saint-Aubin.
Saint-Aubin-sur-Quillebeuf est une commune française située dans le département de l'Eure, en région Normandie.

## Géographie

### Localisation
| Quillebeuf-sur-Seine | Quillebeuf-sur-Seine       | Notre-Dame-de-Gravenchon (Seine-Maritime) Petiville (Seine-Maritime) |
| Marais-Vernier       | Saint-Aubin-sur-Quillebeuf |                                                                      |
|                      | Sainte-Opportune-la-Mare   | Trouville-la-Haule                                                   |

### Hydrographie
La commune est située dans le bassin Seine-Normandie. Elle est drainée par la Seine, qui constitue la limte nord-est de la commune, et le canal de Saint-Aubin,,.
La Seine, qui prend sa source à Source-Seine, en Côte-d'Or, sur le plateau de Langres, traverse le département avec de larges méandres dans sa partie nord-est et se jette dans la Manche entre Le Havre et Honfleur.

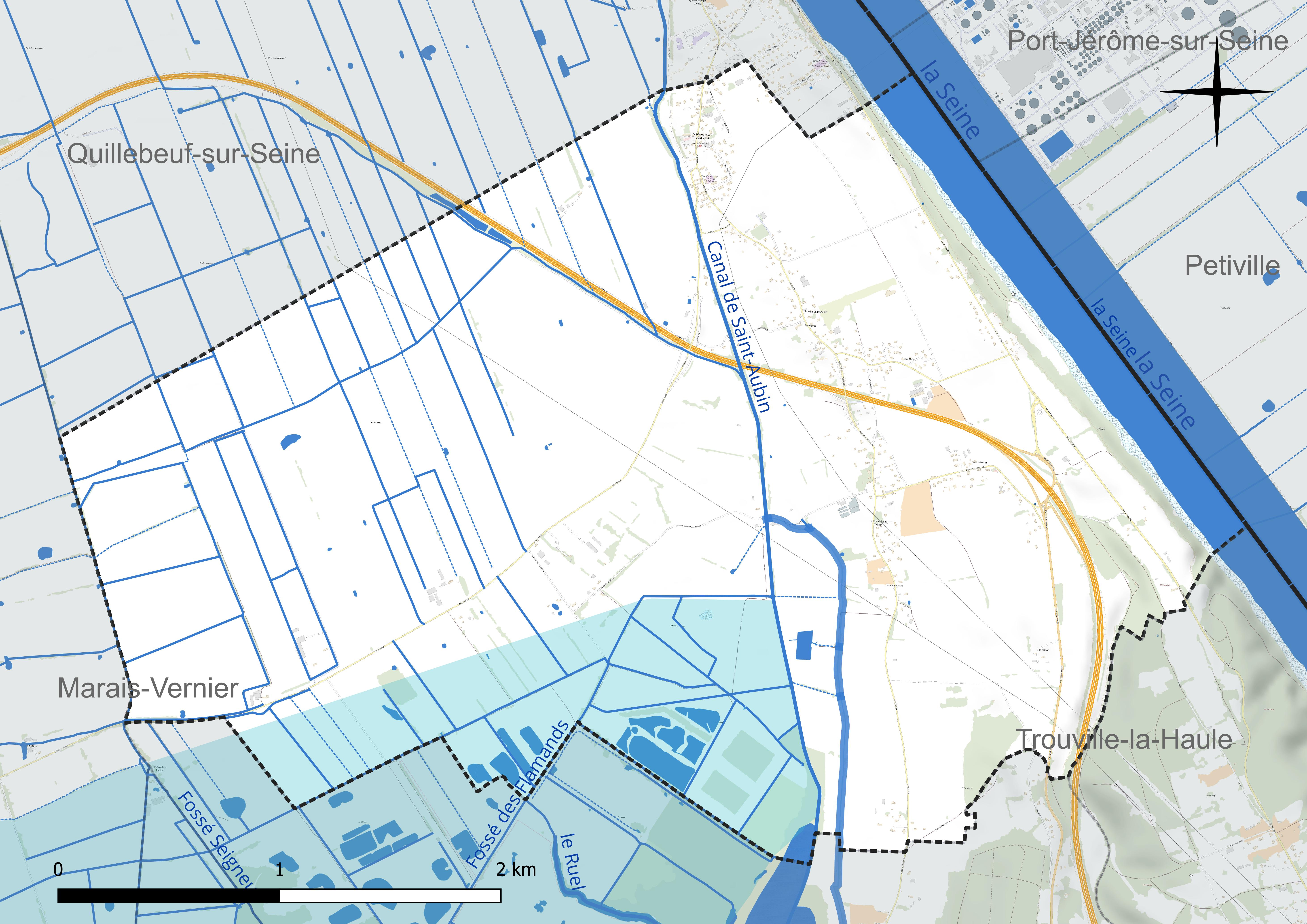
Réseau hydrographique de Saint-Aubin-sur-Quillebeuf.

### Climat
Pour des articles plus généraux, voir Climat de la Normandie et Climat de l'Eure.
En 2010, le climat de la commune est de type climat océanique franc, selon une étude du CNRS s'appuyant sur une série de données couvrant la période 1971-2000. En 2020, Météo-France publie une typologie des climats de la France métropolitaine dans laquelle la commune est exposée à un climat océanique et est dans la région climatique Côtes de la Manche orientale, caractérisée par un faible ensoleillement (1 550 h/an) ; forte humidité de l’air (plus de 20 h/jour avec humidité relative > 80 % en hiver), vents forts fréquents. Parallèlement le GIEC normand, un groupe régional d’experts sur le climat, différencie quant à lui, dans une étude de 2020, trois grands types de climats pour la région Normandie, nuancés à une échelle plus fine par les facteurs géographiques locaux. La commune est, selon ce zonage, exposée à un « climat contrasté des collines », correspondant au Pays d’Auge, Lieuvin et Roumois, moins directement soumis aux flux océaniques et connaissant toutefois des précipitations assez marquées en raison des reliefs collinaires qui favorisent leur formation.
Pour la période 1971-2000, la température annuelle moyenne est de 10,9 °C, avec une amplitude thermique annuelle de 13,1 °C. Le cumul annuel moyen de précipitations est de 866 mm, avec 12,7 jours de précipitations en janvier et 8,3 jours en juillet. Pour la période 1991-2020, la température moyenne annuelle observée sur la station météorologique la plus proche, située sur la commune de Petiville à 4 km à vol d'oiseau, est de 12,0 °C et le cumul annuel moyen de précipitations est de 844,9 mm,. Pour l'avenir, les paramètres climatiques de la commune estimés pour 2050 selon différents scénarios d’émission de gaz à effet de serre sont consultables sur un site dédié publié par Météo-France en novembre 2022.

### Milieux naturels et biodiversité
La commune fait partie du parc naturel régional des Boucles de la Seine normande.

## Urbanisme

### Typologie
Au 1er janvier 2024, Saint-Aubin-sur-Quillebeuf est catégorisée commune rurale à habitat dispersé, selon la nouvelle grille communale de densité à 7 niveaux définie par l'Insee en 2022.
Elle est située hors unité urbaine. Par ailleurs la commune fait partie de l'aire d'attraction du Havre, dont elle est une commune de la couronne,. Cette aire, qui regroupe 116 communes, est catégorisée dans les aires de 200 000 à moins de 700 000 habitants,.

### Occupation des sols
L'occupation des sols de la commune, telle qu'elle ressort de la base de données européenne d’occupation biophysique des sols Corine Land Cover (CLC), est marquée par l'importance des territoires agricoles (88,6 % en 2018), en diminution par rapport à 1990 (89,7 %). La répartition détaillée en 2018 est la suivante :
prairies (46,7 %), terres arables (41,9 %), eaux continentales (5 %), zones urbanisées (4,8 %), forêts (1,6 %). L'évolution de l’occupation des sols de la commune et de ses infrastructures peut être observée sur les différentes représentations cartographiques du territoire : la carte de Cassini (XVIIIe siècle), la carte d'état-major (1820-1866) et les cartes ou photos aériennes de l'IGN pour la période actuelle (1950 à aujourd'hui).

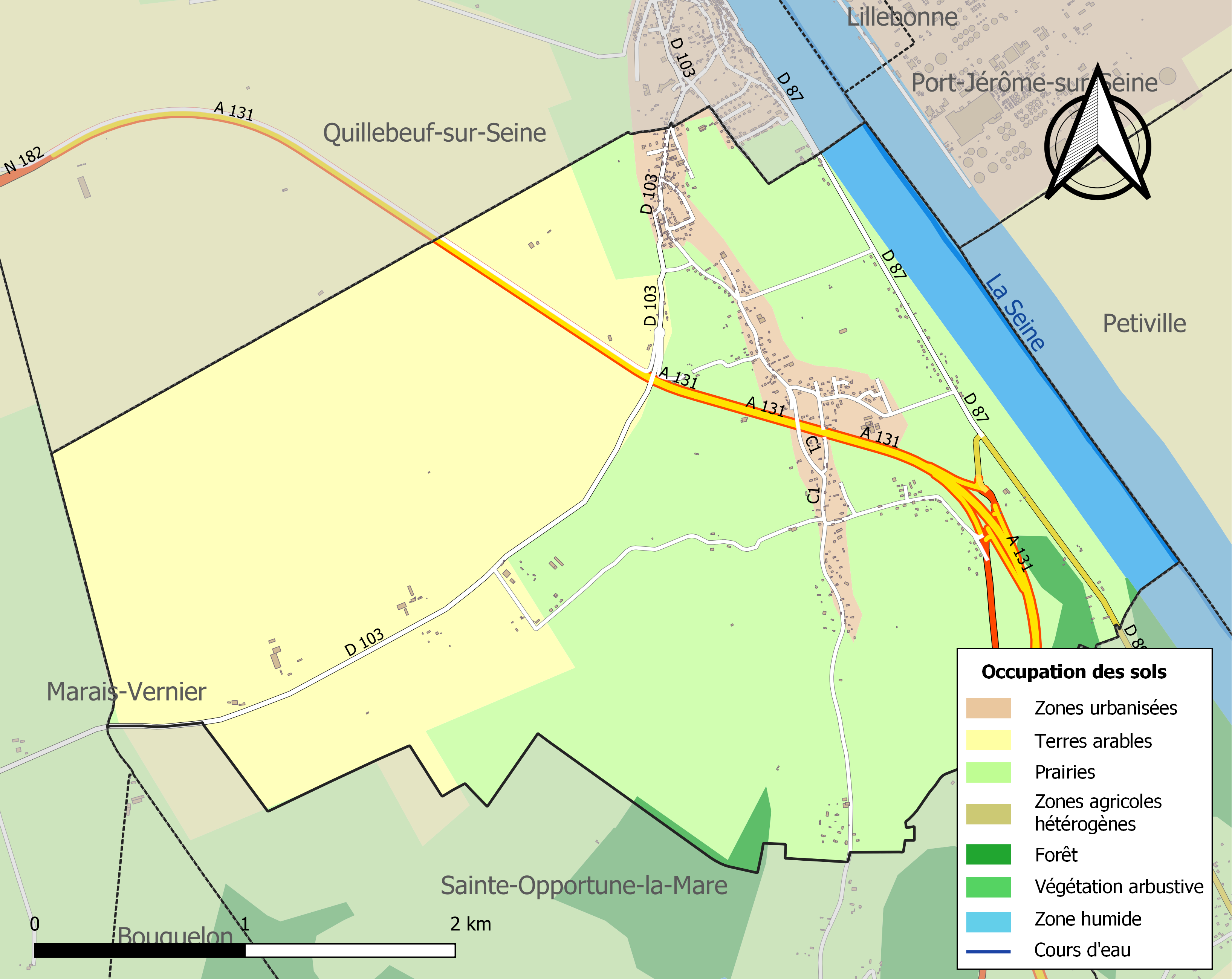
Carte des infrastructures et de l'occupation des sols de la commune en 2018 (CLC).

## Toponymie
Le nom primitif du village est attesté sous les formes Wamburgum en 1025, Weneborch en 1147, Weneborc en 1217.

Il s'agit sans doute d'un nom de lieu anglo-scandinave, étant donné leur concentration importante dans la région et la relation que les formes anciennes de « Wambourg » impliquent avec les deux Wanborough d'Angleterre. Alors qu'en revanche, il n'y a rien de comparable dans la toponymie française.

Le second élément -bourg correspond à l'appellatif bourg, d'origine saxonne et anglo-saxonne en Normandie (cf. Cherbourg, Cabourg, etc.).

Cependant, le premier élément Wam- / Wene- reste obscur. Le passage de [w] à [v] est régulier dans le dialecte normand septentrional à partir du XIIe siècle.
Ensuite, la localité est attestée sous les formes Saint Aubin de Wambourg (sans date), Sanctus Albinus en 1337 et enfin Saint Aubin sur Quillebeuf dès 1552.

Saint-Aubin est un hagiotoponyme, la paroisse et l'église sont dédiées à Aubin d'Angers.

Quillebeuf pour la commune limitrophe de Quillebeuf-sur-Seine.

## Histoire
L’église et la seigneurie furent données au Xe siècle à l'abbaye de Jumièges par Guillaume Longue-Épée lorsqu'il la releva de ses ruines. Les moines possédaient aussi la baronnie de Tourville dont dépendait la seigneurie de Saint-Aubin.

## Politique et administration
| Période                                  | Période  | Identité         | Étiquette | Qualité  |
| ---------------------------------------- | -------- | ---------------- | --------- | -------- |
| mars 2001                                | En cours | Francis Guérinot | PS        | Retraité |
| Les données manquantes sont à compléter. |          |                  |           |          |

## Démographie
L'évolution du nombre d'habitants est connue à travers les recensements de la population effectués dans la commune depuis 1793. Pour les communes de moins de 10 000 habitants, une enquête de recensement portant sur toute la population est réalisée tous les cinq ans, les populations de référence des années intermédiaires étant quant à elles estimées par interpolation ou extrapolation. Pour la commune, le premier recensement exhaustif entrant dans le cadre du nouveau dispositif a été réalisé en 2008.

En 2022, la commune comptait 757 habitants, en évolution de +8,76 % par rapport à 2016 (Eure : −0,25 %, France hors Mayotte : +2,11 %).
| 1793 | 1800 | 1806 | 1821 | 1831 | 1836 | 1841 | 1846 | 1851 |
| ---- | ---- | ---- | ---- | ---- | ---- | ---- | ---- | ---- |
| 343  | 376  | 315  | 304  | 522  | 641  | 712  | 370  | 380  |

| 1856 | 1861 | 1866 | 1872 | 1876 | 1881 | 1886 | 1891 | 1896 |
| ---- | ---- | ---- | ---- | ---- | ---- | ---- | ---- | ---- |
| 374  | 342  | 381  | 331  | 333  | 328  | 327  | 363  | 344  |

| 1901 | 1906 | 1911 | 1921 | 1926 | 1931 | 1936 | 1946 | 1954 |
| ---- | ---- | ---- | ---- | ---- | ---- | ---- | ---- | ---- |
| 346  | 311  | 282  | 271  | 282  | 267  | 273  | 260  | 276  |

| 1962 | 1968 | 1975 | 1982 | 1990 | 1999 | 2006 | 2008 | 2013 |
| ---- | ---- | ---- | ---- | ---- | ---- | ---- | ---- | ---- |
| 318  | 333  | 375  | 384  | 424  | 431  | 553  | 588  | 655  |

| 2018 | 2022 | - | - | - | - | - | - | - |
| ---- | ---- | - | - | - | - | - | - | - |
| 735  | 757  | - | - | - | - | - | - | - |

## Culture locale et patrimoine

### Lieux et monuments
- Église Saint-Aubin[26]
- Chapelle Saint-Léonard, au lieu-dit le Gand Saint-Aubin, construite au XIIe siècle et massacrée après obtention d'un permis de construire en 1978[27]

### Personnalités liées à la commune
- Victor Binet (1849-1924), peintre, familier de Saint-Aubin qu'il a représentée dans son œuvre, conservée pour partie au musée Alfred-Canel de Pont-Audemer.